# Росиф Садерланд
Росиф Садерланд (енгл. Rossif Sutherland; Ванкувер, 25. септембар 1978) канадски је глумац. Син је Доналда Садерланда, док му је полубрат Кифер Садерланд такође глумац.

## Детињство, младост и образовање
Рођен је у Ванкуверу, али од седме године живи у Паризу. Син је канадског глумаца Доналда Садерланда, док такође има брата Кифера Садерланда. Добио је име по редитељу Фредерику Росифу.
Студирао је филозофију на Универзитету Принстон.

## Приватни живот
Ожењенио је британску глумицу Селину Синден, коју је упознао на снимању серије Владавина, а заједно имају једно дете. Течно говори француски језик.

## Филмографија

### Филм
| Година | Српски назив         | Изворни назив | Улога                             | Напомене |
| ------ | -------------------- | ------------- | --------------------------------- | -------- |
| 2003.  | Мрежа времена        |               | Франсоа Донтел                    |          |
| 2005.  |                      |               | Алекс                             |          |
| 2006.  |                      |               | Гејб                              |          |
| 2007.  |                      |               | Дони Роуз                         |          |
| 2009.  |                      |               | Били                              |          |
| 2010.  | Преваранти           |               | Винс                              |          |
| 2010.  |                      |               | Хесус                             |          |
| 2011.  |                      |               | Роберт                            |          |
| 2012.  |                      |               | Берт Рамсфелд                     |          |
| 2015.  |                      |               | др Хенри                          |          |
| 2015.  |                      |               | официр-специјалиста Рајан Сандерс |          |
| 2015.  |                      |               | Џон Лејк                          |          |
| 2016.  |                      |               | Лик                               |          |
| 2017.  | Ров смрти            |               | поручник Бартон                   |          |
| 2018.  |                      |               | Тревор                            |          |
| 2019.  |                      |               | Мајк                              |          |
| 2019.  |                      |               | др Шевејн                         |          |
| 2020.  |                      |               | Мајкл Вос                         |          |
| 2021.  | Посредник            |               | Стив Милер                        |          |
| 2021.  |                      |               | Гавин                             |          |
| 2022.  | Сироче: Прво убиство |               | Ален Олбрајт                      |          |

### Телевизија
| Година     | Српски назив       | Изворни назив | Улога                | Напомене                                  |
| ---------- | ------------------ | ------------- | -------------------- | ----------------------------------------- |
| 2003—2004. | Ургентни центар    |               | Лестер Керценштајн   | споредна улога, 11 епизода                |
| 2005.      | Манк               |               | Вик Бланчард         | епизода: „Господин Манк и други детектив” |
| 2011.      | Како је бити Ерика |               | Емет                 | епизода: „Како је бити Итан”              |
| 2011.      | До усијања         |               | Чарли Аланак         | епизода: „Тимски играч”                   |
| 2011.      |                    |               | Сем                  | епизода: „19. поглавље”                   |
| 2012.      |                    |               | детектив Пен Мартин  | главна улога (2. сезона), 13 епизода      |
| 2012.      | Нечујно            |               | Ентони Волас         | епизода: „Банкарски посао”                |
| 2012.      |                    |               | детектив Ник Галагер | телевизијски филм                         |
| 2013.      | Без граница        |               | Моро                 | 3 епизода                                 |
| 2013.      | Уврнути            |               | Тимоти Лотон         | епизода: „Склониште”                      |
| 2013—2017. | Владавина          |               | Нострадамус          | епоредна улога, 19 епизода                |
| 2014.      |                    |               | Џејсон               | 3 епизоде                                 |
| 2015.      | Мистерије Хејвена  |               | Хенри/Сендмен        | 3 епизоде                                 |
| 2016.      | Пространство       |               | Невил Бош            | епизода: „Повратак код кољача”            |
| 2018.      |                    |               | Боби Џо Лонг         | телевизијски филм                         |